# Luisa Futoransky
Luisa Futoransky (sinh ngày 5 tháng 1 năm 1939) là một nhà văn, nhà nghiên cứu và nhà báo người Argentina sống ở Pháp.

## Tuổi thơ
Là con gái của Alberto Futoransky và Sonia Saskin de Milstein, bà sinh ra ở Buenos Aires. Futoransky học nhạc với Catulo Castillo và làm việc trong Thư viện Quốc gia dưới thời Jorge Luis Borges trước khi rời Argentina năm 1971 để tham gia vào Chương trình Viết văn Quốc tế tại Đại học Iowa. Bà đã sống ở Ý, Tây Ban Nha, Nhật Bản, nơi bà dạy opera tại Học viện Âm nhạc Quốc gia và Trung Quốc; từ năm 1981, bà đã sống ở Pháp. Gia đình bà chuyển đến Israel vào cuối năm 1975.

## Tổng quan
Luisa Futoransky đã từng sống ở Ý, Tây Ban Nha và Nhật Bản, nơi bà dạy môn opera tại Học viện Âm nhạc Quốc gia nước này, và Trung Quốc; từ năm 1981, bà đã sống ở Pháp. Gia đình bà chuyển đến Israel vào cuối năm 1975. Cuốn sách thơ đầu tiên của bà Trago fuerte (thức uống mạnh) được xuất bản năm 1963. Sau đó bà xuất bản El corazón de los lugares' (Trái tim của Địa danh) vào năm 1964, Babel Babel vào năm 1968 và Lo regado por lo seco (Nước tưới khô) vào năm 1972.
Futoransky đã được mệnh danh là một Chevalier trong Ordre des Arts et des Lettres của Pháp vào năm 1990 và vào năm 1991 bà đã được trao tặng một giải Guggenheim.